# 小番薯
小蕃薯是蕃薯藤搜尋引擎旗下，專門給兒童使用的網站，也是里面动画兼主角的名称。小蕃薯提供各種網路服務給孩童，如能发表塗鴉或是故事作品，以及遊戲及社群。
從2021年4月起，小蕃薯全站所有頁面開始導向天空傳媒旗下旅遊平台輕旅行。

## 外部連結
Yamie歷險記 （页面存档备份，存于）
Yamie專區 （页面存档备份，存于）